# Catarina da Áustria (1420–1493)
Catarina da Áustria (em alemão:  Katharina von Österreich; Wiener Neustadt, 1424 – Baden-Baden, 11 de setembro de 1493) foi uma princesa da Casa de Habsburgo e margravina de Baden-Baden.

## Biografia
Catarina era filha do segundo casamento de Ernesto, Duque da Áustria e Estíria, cognominado o Ferro (1377-1424), com Cimburga (1394-1429), uma filha de Siemovit IV, Duque da Mazóvia. O irmão mais velho de Catarina, Frederico III foi coroado Sacro Imperador Romano-Germânico em 1452. Ela cresceu em Wiener Neustadt, juntamente com os irmãos Frederico III e Alberto VI.
Depois de inicialmente o seu casamento ter sido planeado com o duque João I de Cleves, Catarina casou a 15 de julho de 1447 em Pforzheim, com Carlos I, Marquês de Baden-Baden, tendo levado um apreciável dote de 30.000 ducados.  
O casamento fez parte de uma rede de alianças planeada pelos irmãos de Catarina que incluía os Marqueses de Baden, os Condes Palatinos do Reno, os Marqueses de Brandemburgo-Ansbach e os Condes de Vurtemberga. Para a Casa de Baden, o casamento com uma dinastia claramente superior significava um enorme ganho de prestígio. Catarina afirmou o seu estatuto superior associando o brasão dos Habsburgos ao lado do escudo de Baden. Após o seu casamento, Carlos I foi nomeado governador da Áustria Anterior pelo Arquiduque Sigismundo da Áustria e Tirol.
Catarina sobreviveu ao marido, com quem teve um casamento feliz de 18 anos. Eles foram os antepassados da Casa de Baden. O filho, Cristóvão I, que unificou todo o estado de Baden, deixando à mãe o Castelo de Hohenbaden, nas sua qualidade de Marquesa-viúva, construindo para si o Neues Schloss na cidade de Baden-Baden.
Catarina faleceu em 1493 sendo sepultada em Baden-Baden.

## Casamento e descendência
A 25 de julho de 1422 Catarina casou com o marquês Carlos I de Baden-Baden, de quem teve seis filhos:
1. Catarina (Katharina) (1449-1484), que casou com o conde Jorge III de Werdenberg-Sargans;
2. Cimburga (Cimburgis) (1450-1501), que casou com o conde Engelberto II de Nassau-Dillenburg;
3. Margarida (Margarete) (1452–1495), Abadessa em Lichtenthal;
4. Cristóvão I (Christoph) (1453-1527), que sucedeu ao pai como Marquês de Baden-Baden e unificou todo o Baden;
5. Alberto (Albrecht) (1456–1488), Marquês de Baden-Hachberg;
6. Frederico (Friedrich) (1458-1517), Bispo de Utreque.